# فرنشتات پود رادهوشتیم
فرنشتات پود رادهوشتیم (به چکی: Frenštát pod Radhoštěm) یک منطقهٔ مسکونی در جمهوری چک است که در ناحیه نووی ییتشین واقع شده‌است. فرنشتات پود رادهوشتیم ۱۰٬۹۹۰ نفر جمعیت دارد.